# Seille (Mosella)
La Seille è un fiume del Grand Est e affluente della Mosella, a sua volta affluente del Reno. Nasce nel dipartimento della Mosella, presso Azoudange e sfocia nella Mosella vicino a Cheminot.

## Geografia
Si considera tradizionalmente la palude di Lindre come luogo d'origine della Seille, ma l'Agenzia dell'acqua ha scelto uno dei suoi emissari: il torrente di Boule nel comune di  Maizières-lès-Vic.
All'uscita dalla palude di Lindre, essa fiancheggia Dieuze, attraversa Vic-sur-Seille e Nomeny, per poi confluire nella Mosella, alla sua destra orografica, a Metz. La sua lunghezza totale è di 135 km (138, secondo l'agenzia del Reno e Mosa,) il suo bacino orografico ha una superficie di 1348 km2 (1288, secondo l'Agenzia dell'acqua). La maggior parte del corso della Seille si trova nel dipartimento della Mosella. Essa funge da confine dipartimentale tra Chambrey e Aulnois-sur-Seille, poi passa in Meurthe e Mosella, per ritornare infine in Mosella verso Cheminot.
La Seille fungeva d'appoggio alla frontiera franco-tedesca tra il 1871 e il 1914: i confini attuali tra i dipartimenti della Mosella e della Meurthe e Mosella sono stati ereditati da questa frontiera, definita con il Trattato di Francoforte del 1871.
Numerosi villaggi prendono il loro nome da questo fiume: Aboncourt-sur-Seille, Aulnois-sur-Seille, Bey-sur-Seille, Brin-sur-Seille, Coin-sur-Seille, Haraucourt-sur-Seille, Mailly-sur-Seille, Malaucourt-sur-Seille, Moncel-sur-Seille, Morville-sur-Seille, Port-sur-Seille et Vic-sur-Seille.